# Захоплення острова Оушен
Захоплення острова Оушен — події часів Другої світової війни, пов'язані зі встановленням японського контролю над тихоокеанським островом Оушен.
Майже одразу після нападу на Перл-Гарбор японці з'явились на півночі островів Гілберта та облаштували там базу гідроавіації на атолі Бутарітарі. Одинокий острів Оушен, що лежить за кілька сотень кілометрів на захід, спершу не зацікавив японське командування, проте кілька разів ставав ціллю для авіанальотів. Наприкінці лютого 1942-го австралійці провели евакуацію Оушена. На той час японці вже захопили архіпелаг Бісмарка та існувала загроза їх просування на Соломонові острови, що фактично полишало б Оушен у ворожому тилу.
17—18 серпня 1942-го американці здійснили диверсійний рейд проти Макіну, під час якого знищили дві третини його невеликого гарнізону та підірвали склад авіаційного пального. Це підштовхнуло японців до облаштування більш надійного контролю над архіпелагом Гілберта, а також до оволодіння островами Оушен та Науру.
22 серпня на Оушен здійснили наліт 9 бомбардувальників, після чого його обстріляв есмінець «Югуре», який 18 серпня вийшов з атола Трук (розташована на сході Каролінських островів головна база Імперського флоту в регіоні). У результаті зазнали пошкоджень різноманітні адміністративні та суспільні будівлі, проте обійшлося без людських жертв. 26 серпня сформована з екіпажу «Югуре» партія висадилась на Оушені. 30 серпня її змінила прислана з Труку рота 41-го охоронного загону, яку доправив загін із переобладнаного мінного загороджувача Кьоєй-Мару (Koei Maru), легкого крейсера «Юбарі» та есмінця «Юнагі». Після прибуття заміни «Югуре» відбув на атол Джалуїт (Маршалові острови), звідки вирушив до Соломонових островів, де вже кілька тижнів тривала битва за Гуадалканал.
Невдовзі гарнізон підсилили ротою 62-го охоронного загону, що базувався на Джалуїті. Після того, як у середині вересня на острови Гілберта прибули підрозділи 6-го батальйону морської піхоти ВМБ Йокосука, розташована там на атолі Абемама ще одна рота 62-го загону також була переведена на острів Оушен. Згодом розміщені на Оушені та Науру сили звели в 67-й охоронний загін.
Шістьох європейців, серед яких був один неозброєний новозеландський спостерігач, узяли в полон. Відтак їх вивезуть на острови Гілберта на атол Тарава, де стратять у середині жовтня 1942-го. Також можливо відзначити, що вже після капітуляції Японії на Оушені станеться масова різанина місцевого населення.